# Padina, Silistra
Padina (în bulgară Падина, în română Daulgilar) este un sat în comuna Glavinița, regiunea Silistra, Dobrogea de Sud, Bulgaria. 
Între anii 1913-1940 a făcut parte din plasa Turtucaia a județului Durostor, România.

## Demografie
Componența etnică a satului Padina
     Turci (98,49%)
     Bulgari (1,2%)
     Nicio identificare (0,3%)
     Altele (0%)
La recensământul din 2011, populația satului Padina era de 332 locuitori. Din punct de vedere etnic, majoritatea locuitorilor (98,49%) erau turci, cu o minoritate de bulgari (1,2%). Pentru 0,3% din locuitori nu este cunoscută apartenența etnică.